# Andrés Brigenti
Andrés Brigenti (1680-1750) fue un poeta, seminarista  y preceptor de Italia.

## Biografía
Brigenti nació en Agna, cerca de Padua en 1680 y fue alumno del seminario de esta villa y cultiva la poesía latina y en 1713 va a Roma con una carta del obispo para el del príncipe Borghese que deseaba un educador para sus hijos, familia noble originaria de la República de Siena que empieza dicha familia con un  jurisconsulto Marc Antonio Borghese abogado de la corte papal, llegando su tercer hijo Camillo a papa Paulo V, y su nieto Marc Antonio Borghese es el que inicia la línea de la Casa de  Borghese que poseían inmensos estados en el territorio papal y otros en el Reino de Nápoles y Toscana.
Brigenti durante su permanencia en el espléndido palacio de los príncipes, redactó en versos latinos la descripción de los monumentos antiguos que hermosean y engrandecen el palacio y sus jardines, poema repartido en cuatro cantos con 26 grabados en cobre, que encarnan la vista del palacio, las estatuas, bustos, vasos y bajo-relieves, monumentos que posteriormente se hallaban en el museo del Louvre, como el gladiador, el flautista, el hermafrodita, las Tres Gracias, Saturno, el Centauro, la Loba, varias estatuas de algún emperador romano, vasos, columnas de mármol, etc.
Brigenti pasó el resto de su vida en esta villa alternando la cultura de las letras y sus deberes con sus alumnos, y murió en un viaje a Venecia en 1750.
El libro escrito por Brigenti fue estimado como catálogo poético de diversas riquezas artísticas, principal obra de un poeta querido, y la villa Borghese fue descrita en otros trabajos como los siguientes:de Giacomo Manilli «Villa Borghese», Roma, 1650;  de Domenico Montelatici en su obra «Villa Borghese fuori di Porta Pinciana», Roma, 1700; de Ennio Quirino Visconti (1751-1818) «Sculture del palazzo della villa Borghese detta Pinciana», Roma, 1796, 2 vols.; de Luigi Lamberti (1759-1813) «Illustrazioni de monumenti scelti borghesiani», 1821; de A.J. Rusconi «La villa, il museoela galleria Borghese», Bergamo, 1906. Muchas otras piezas en versos de Brigenti fueron insertadas en recopilaciones periódicas.

## Obras
- Villa Burghesia vulgo Pinciana, Roma, 1716.
- Oratio habita Arbae, dum pontificus Bizza Arbesem episcopatum iniret, Padoue, 1759.